# Rocksmith
Rocksmith — музыкальная игра, разработанная Ubisoft San Francisco и изданная компанией Ubisoft. Игра основана на технологии неизданного проекта Guitar Rising. Суть игры, также являющейся её уникальной особенностью, заключается в использовании для исполнения музыкальной композиции настоящей электрогитары. В США игра вышла в октябре 2011 года для платформ PlayStation 3 и Xbox 360. На австралийском и европейских рынках игра была представлена в сентябре 2012 года, а на японском — в октябре того же года. Версия для Windows после нескольких задержек была представлена 16 октября 2012 года.
Дополнение, включающее возможность использования бас-гитары, было выпущено 14 августа 2012 года. Второй выпуск, включающий в себя это дополнение стал доступен 16 октября 2012 года. В 2013 году была выпущена Rocksmith 2014, полностью переработанная версия оригинального Rocksmith.

## Список песен
По состоянию на день выхода игры, полный список песен доступен на официальном сайте.
Песни групп Radiohead «Bodysnatchers» и Lynyrd Skynyrd «Free Bird» были включены в предварительно заказанные копии
| Песня                           | Исполнитель                     | Год выхода |
| ------------------------------- | ------------------------------- | ---------- |
| «House of the Rising Sun»       | The Animals                     | 1964       |
| «When I’m with You»             | Best Coast                      | 2010       |
| «I Got Mine»                    | The Black Keys                  | 2008       |
| «Next Girl»                     | The Black Keys                  | 2010       |
| «Song 2»                        | Blur                            | 1997       |
| «Step Out of the Car»           | The Boxer Rebellion             | 2011       |
| «Sunshine of Your Love»         | Cream                           | 1967       |
| «We Share the Same Skies»       | The Cribs                       | 2009       |
| «Boys Don’t Cry»                | The Cure                        | 1979       |
| «I Want Some More»              | Dan Auerbach                    | 2009       |
| «Rebel Rebel»                   | David Bowie                     | 1974       |
| «I Can’t Hear You»              | The Dead Weather                | 2010       |
| «Run Back to Your Side»         | Eric Clapton                    | 2010       |
| «Take Me Out»                   | Franz Ferdinand                 | 2004       |
| «Do You Remember»               | The Horrors                     | 2009       |
| «I Miss You»                    | Incubus                         | 1999       |
| «Slow Hands»                    | Interpol                        | 2004       |
| «Angela»                        | Jarvis Cocker                   | 2009       |
| «Well OK Honey»                 | Jenny O                         | 2010       |
| «Use Somebody»                  | Kings of Leon                   | 2008       |
| «Are You Gonna Go My Way»       | Lenny Kravitz                   | 1993       |
| «Surf Hell»                     | Little Barrie                   | 2011       |
| «Sweet Home Alabama»            | Lynyrd Skynyrd                  | 1974       |
| «Unnatural Selection»           | Muse                            | 2009       |
| «Plug In Baby»                  | Muse                            | 2001       |
| «In Bloom»                      | Nirvana                         | 1991       |
| «Breed»                         | Nirvana                         | 1991       |
| «Where is My Mind?»             | Pixies                          | 1988       |
| «Go With the Flow»              | Queens of the Stone Age         | 2002       |
| «High and Dry»                  | Radiohead                       | 1995       |
| «California Brain»              | RapScallions                    | 2011       |
| «Number Thirteen»               | Red Fang                        | 2011       |
| «Higher Ground»                 | Red Hot Chili Peppers           | 1989       |
| «(I Can't Get No) Satisfaction» | The Rolling Stones              | 1965       |
| «The Spider and the Fly»        | The Rolling Stones              | 1965       |
| «Play with Fire»                | The Rolling Stones              | 1965       |
| «Gobbledigook»                  | Sigur Rós                       | 2008       |
| «Panic Switch»                  | Silversun Pickups               | 2009       |
| «Outshined»                     | Soundgarden                     | 1991       |
| «Me and the Bean»               | Spoon                           | 2001       |
| «Between the Lines»             | Stone Temple Pilots             | 2010       |
| «Vasoline»                      | Stone Temple Pilots             | 1994       |
| «Under Cover of Darkness»       | The Strokes                     | 2011       |
| «Mean Bitch»                    | Taddy Porter                    | 2010       |
| «A More Perfect Union»          | Titus Andronicus                | 2010       |
| «Good Enough»                   | Tom Petty and the Heartbreakers | 2010       |
| «Slither»                       | Velvet Revolver                 | 2004       |
| «Burnished»                     | White Denim                     | 2011       |
| «Icky Thump»                    | The White Stripes               | 2007       |
| «Islands»                       | The xx                          | 2009       |
| «Chimney»                       | The Yellow Moon Band            | 2009       |

В дополнении, следующие 6 треков от разработчиков разблокировались в режиме приключения при исполнении двух дополнительных песен в концертном наборе:
| Песня                      | Исполнитель       | Год выхода |
| -------------------------- | ----------------- | ---------- |
| «Ricochet»                 | Brian Adam McCune | 2011       |
| «Boss»                     | Chris Lee         | 2011       |
| «Space Ostrich»            | Disonaur          | 2011       |
| «Jules»                    | Seth Chapla       | 2011       |
| «The Star Spangled Banner» | Seth Chapla       | 2011       |
| «Six AM Salvation»         | Versus Them       | 2011       |

## Отзывы
| Сводный рейтинг | Сводный рейтинг | Сводный рейтинг |
| Издание         | Оценка          | Оценка          |
| Издание         | PS3             | Xbox 360        |
| --------------- | --------------- | --------------- |
| GameRankings    | 83,09 %         | 78,33 %         |